# Exeter City FC
Exeter City FC is een Engelse profvoetbalclub uit Exeter, die uitkomt in de League One en werd opgericht in 1904. De club speelt haar thuiswedstrijden op St James Park. Niet te verwarren met het stadion van Newcastle United. Het thuistenue bestaat uit een rood-wit gestreept shirt met zwarte broek en sokken. De bijnaam is The Grecians.

## Historie

### Oprichting en vroege geschiedenis
Exeter City ontstond in 1904 na een wedstrijd tussen St. Sidwell’s United en Exeter United, opgericht rond 1890. De clubs besloten dat een fusie het beste was voor beide en gingen verder onder de naam Exeter City F.C. Er zou worden gespeeld op het terrein van Exeter United genaamd St James Park en de eerste clubkleuren waren overgenomen van St. Sidwell’s United: groen en wit.

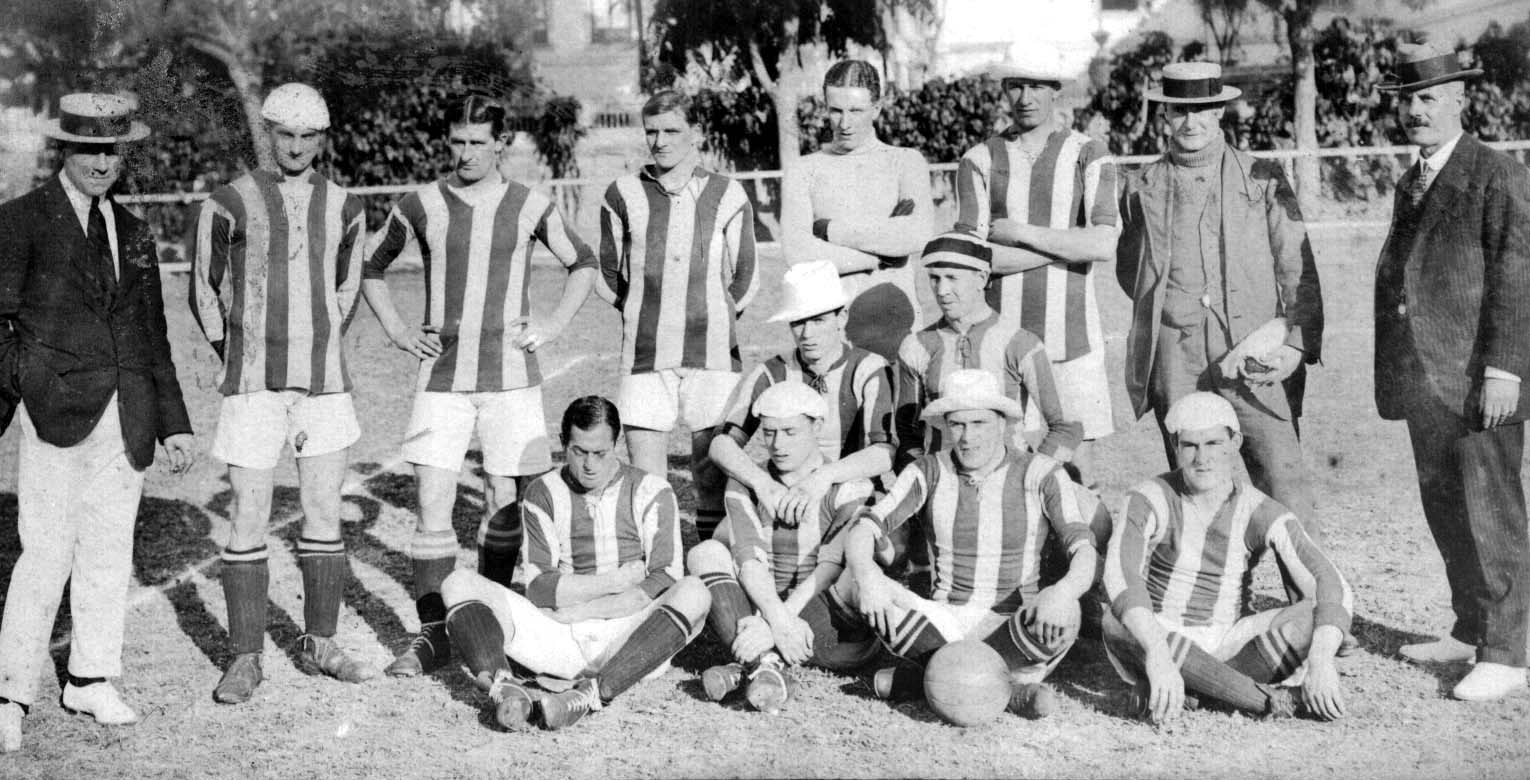
Exeter City, 1914.

De club vroeg toelating tot de East Devon League en kreeg die. In haar eerste seizoen werd er direct een kampioenschap gevierd. Om meer tegenstand te krijgen werd besloten om mee te gaan doen in de Plymouth & District League. Hier verbleef de club drie seizoenen.
In 1908 ging de club op de professionele tour. Het werd een Limited Company (een volgens het Britse vennootschapsrecht niet-beursgenoteerde naamloze vennootschap. Ze heeft vergelijkbare economische kenmerken als de Nederlandse besloten vennootschap met beperkte aansprakelijkheid, en de Duitse GmbH.) en vroeg toegang tot de Southern Football League. In die tijd was er nog geen georganiseerde voetbalpiramide: de in 1888 opgerichte Football League werd als hoogste beschouwd. De Southern League was een van de competities waaruit clubs doorstroomden naar de Football League. Exeter City nam in de Southern League de plek in van Tottenham Hotspur FC dat gekozen was in de Football League.
Op 3 oktober 1908 boekte Exeter haar grootste FA Cup-zege. Weymouth FC werd met 14-0 huiswaarts gestuurd in de eerste kwalificatieronde.
In 1910 werd het tenue veranderd van groen-wit naar het huidige rood-wit gestreept. De reden hiervoor is dat de club dacht dat groen-wit ongeluk bracht. En ongelijk hadden ze niet: in het groen wit werden in 11 wedstrijden 2 zeges geboekt. Na de wisseling half november werden in december 5 zeges op rij geboekt.
1914 markeert een bijzonder jaar voor Exeter City. De club ging op tournee in Argentinië en Brazilië en speelde daar 8 wedstrijden. De laatste wedstrijd was de meest memorabele: het was de eerste wedstrijd van het Braziliaanse elftal en tevens de opening van het Estádio das Laranjeiras, thuishaven van Fluminense FC. Dat Exeter City met 2-0 verloor is historisch gezien niet van belang. Vanwege het 100-jarig bestaan van de club in 2004 werd er een wedstrijd georganiseerd tegen een team van oud-internationals van Brazilië.

### Toetreding tot de Football League
In 1920 werd de Football League uitgebreid met een Third Division. Vrijwel alle teams uit de Southern League waarin ook Exeter speelde werden uitgenodigd. De clubs gingen maar wat graag op deze uitnodiging in en vanaf het seizoen 1920/21 was Exeter een Leagueclub. Het debuut in de League was een thuiswedstrijd tegen Brentford op 20 augustus 1920. City boekte een 3-0 zege. Vanaf dat moment speelde Exeter met wisselend succes in de Third Division.
Tegen het einde van het seizoen worden er drie spelers verkocht: keeper Dick Pym gaat voor 5.000 pond naar Bolton Wanderers FC. Hij wint daarmee driemaal de FA Cup zonder een tegendoelpunt en mag driemaal uitkomen voor het Engels voetbalelftal. Daarnaast wordt ook John Mitton verkocht aan Sunderland AFC en Billy Davies aan Huddersfield Town AFC. De transferopbrengsten worden gebruikt om het stadion te kopen.
Met de toevoeging van de Football League Third Division North wordt Exeters divisie na één jaar alweer omgedoopt tot de Football League Third Division South.
In de eerste vier jaar van Exeters bestaan in de League eindigt de club steevast onderin. In het eerste seizoen moet men zelfs meedoen aan de stemronde om in de League te mogen blijven. De andere clubs houden Exeter erin. Vooral het seizoen 1923/24 is dramatisch: nuiten Exeter duurt het tot half februari voordat er een goal wordt gescoord. En die 0-1 bij Swindon Town FC blijkt de enige uitoverwinning te zijn in het hele seizoen dat nog 3 andere goals buitenshuis oplevert.
Een jaar later gaat het beter en eindigt Exeter op een zevende plek. Halverwege dat seizoen steekt Exeter het kanaal over om AFC Ajax met 1-5 klop te geven. Een seizoen later is echter echter weer op plek 20 terug te vinden.
Hoogtepunten in die jaren zijn de 9-1 FA Cup zege op Aberdare Athletic FC en een 8-1 thuiszege op Coventry City FC. Ook wordt Harold Blackmore die dat seizoen een derde van de totale productie voor zijn rekening nam verkocht aan Bolton Wanderers. Daarmee wint hij één FA Cup en scoort daarin. In het seizoen 1927/28 leveren de derby’s tegen aartsrivaal Plymouth Argyle twee zeges op, een unicum dat tot 1950 niet meer zal worden herhaald. Datzelfde seizoen maakt Cliff Bastin, net 16 jaar oud, zijn debuut in de uitwedstrijd bij Coventry City. Een week later scoort hij zijn eerste twee goals voor de club.
Een dik jaar na zijn debuut wordt Cliff Bastin verkocht aan Arsenal FC voor 2.000 pond. Daar viert hij grote successen onder Herbert Chapman. In totaal scoort hij daar 176 keer, wordt 5 keer kampioen van de League en hij wint 2 keer de FA Cup. Daarnaast komt hij 21 keer uit voor het Engels voetbalelftal.

### Succes in de jaren 30
Seizoen 1930/31 staat te boek als het seizoen met de beste FA Cup-run uit de historie. Pas in de replay van de zesde ronde is eersteklasser Sunderland AFC te sterk voor derdeklasser Exeter. 51.642 mensen zien Exeter 1-1 spelen op Roker Park, waarna een recordaantal van 20.984 toeschouwers op St. James Park Exeter onderuit ziet gaan met 2-4. Dat is een voorbode voor wat gaat komen. In 1931/32 eindigt Exeter op de zevende plek en een seizoen later worden The Grecians zelfs tweede. Fred Whitlow is de grote man die tussen eind oktober en half april in 32 wedstrijden 33 keer scoort.
De Football League Third Division South Cup wordt in 1934 nog gewonnen maar daarna gaat het weer bergafwaarts. Een nederlaag van 1-4 tegen het amateurteam uit Yeovil is een van de vele dieptepunten. Seizoen 1935/36 eindigt met slechts één zege uit de laatste 21 wedstrijden en de club moet voor de derde keer de andere clubs vragen of ze mogen blijven, iets wat een seizoen later herhaald moet worden. Alle keren mag Exeter overigens blijven.

### Naoorlogse jaren
Ook nadat de League weer is hervat kan de club nauwelijks potten breken. Er worden wel records gebroken. Februari 1951 ziet 20.000 mensen naar St. James Park komen voor de derby met Plymouth Argyle FC. Bij Notts County FC wordt met 9-0 verloren voor het hoogste aantal toeschouwers dat City ooit zag spelen in de League; 36,647.
Nadat de club in 1958 voor de zesde keer de stemronde overleefd wordt het founding member van de nieuw opgerichte Fourth Division, die ontstaat na het samenvoegen van de lager geklasseerde ploegen uit Division Three North en -South. Daarin blijkt Exeter het opeens wel goed te doen. Een gelijkspel op de laatste speeldag zou voldoende zijn voor promotie naar de Third Division, Shrewsbury Town FC wint echter met 3-0 en mag de promotie vieren.
Vier magere jaren volgen. Enig lichtpuntje is Dermont Curtis die in 1963 de eerste Exeter City speler wordt die een interland speelt. Met het Iers voetbalelftal speelt hij 0-0 tegen het Oostenrijks voetbalelftal.

### Succes en teleurstelling
Dan, vrij onverwacht is er in 1964 opeens promotie naar de Third Division. Daar houdt City het twee seizoenen vol. Voor Arnold Mitchell is dat de reden te stoppen met voetbal. Na 495 duels in het City-shirt houdt hij ermee op.
In de Fourth Division is het weer terug naar de anonieme middenmoot. Tot 1977. Nadat Bobby Saxton in december 1976 wordt aangesteld als speler-trainer vliegt het team omhoog in de League en eindigt het uiteindelijk op plek 2 wat weer promotie betekent.
Dit keer houd Exeter het langer uit in de Third Division. Het eerste jaar overleeft de club als 17e, daarna volgen drie jaren in de middenmoot waarna weer twee moeilijke jaren komen waarna Exeter in 1983/84 als laatste eindigt en weer terug mag naar de Fourth Division. Ondertussen is er wel een evenaring van de beste FA Cup-run geweest. In seizoen 1980/81 wordt weer de zesde ronde bereikt waarin Tottenham Hotspur FC met 2-0 te sterk is op White Hart Lane. Eerder werden Leicester City FC (3-1) en Newcastle United FC (4-0) aan de zegekar gebonden.
Na weer vijf heel magere jaren is er in 1990 de enige League-titel uit de historie. Darren Rowbotham is de spits en City eindigt met tien punten voorsprong bovenaan en blijft thuis ongeslagen.
Terug in de Third Division en vanaf 1992, met de komst van de Premier League, Second Division genoemd kan Exeter geen vaste waarde worden en in 1995 is Exeter weer terug in de laagste profdivisie die nu Third Division heet.

### Degradatie en de Conference
Een directe terugkeer zit er absoluut niet in en het wordt zelfs nog erger voor de club uit Devon: in de zomer van 2002 koopt Uri Geller de club. Onder Gellers bewind werd het bestuur van Exeter City uitgebreid met de Amerikaanse goochelaar David Blaine, de acteur David Prowse en Michael Jackson. Hoewel Michael Jackson geen voetbalkennis had, mocht hij toch meebeslissen over transfers, meereizen met de spelersbus naar uitwedstrijden en ontving hij jaarstukken van de club. Jackson heeft echter nooit van een van zijn rechten gebruikgemaakt. Er wordt veel beterschap beloofd, maar de club stond met nog een speelronde te gaan op de voorlaatste plaats wat degradatie betekent. De NOS komt een documentaire maken over de club die samen met Swansea City AFC strijd tegen degradatie naar de amateurs. Swansea City wint met 4-2 van Hull City AFC waardoor de late 1-0 van Steve Flack tegen Southend United FC onvoldoende is voor lijfsbehoud. Na 83 jaar in de League keert Exeter City terug naar de Conference National.
Na de degradatie wordt het financiële wanbeleid van Uri Geller en zijn directeuren pas goed zichtbaar: de club staat op de rand van de afgrond maar de supporters organiseren zich in de Supporters Trust en weten ternauwernood faillissement te voorkomen. In de Conference National mist Exeter in de eerste twee jaar net de play-offs. Ondanks een goed begin van het seizoen 2005/06 grijpt Exeter wederom naast de play-offs.
Begin 2005 komt Exeter nog eens positief in het nieuws. 10.000 Exeter supporters zien hun team 0-0 spelen op Old Trafford tegen Manchester United FC, dat overigens veel sterspelers buiten het elftal heeft gelaten. Sir Alex Ferguson wil een blamage voorkomen en laat in de replay op een uitpuilend St James' Park al zijn sterren spelen en wint met 0-2 door doelpunten van Cristiano Ronaldo en Wayne Rooney. Behalve sportief is dat ook financieel een succes: door de opbrengst van de kaartverkoop en omdat de BBC de wedstrijd live uitzond kan Exeter City zijn schulden afbetalen.
Wat in de eerste drie jaar van haar verblijf niet lukte, lukt in het seizoen 2006/07 wel: Exeter kwalificeert zich voor de play-offs. Ze verslaan vrij verrassend Oxford United FC om in de finale, in het nieuwe Wembley Stadium, tegen Morecambe FC te moeten aantreden om een plaats in League Two. Morecambe is echter met 2-1 te sterk en Exeter blijft nog een vijfde seizoen in de Conference League. Ook hierin behaalt de club, dankzij een vierde plaats in de eindrangschikking, de play-offs en wederom, ditmaal na een zege op lokale rivalen Torquay United FC, behaalt Exeter de finale. Ditmaal zit het de club wel mee en dankzij een 1-0 zege op Cambridge United FC promoveert de club terug naar de Football League. Na amper één seizoen mocht de club als vicekampioen achter Brentford FC zelfs voor een tweede maal op rij promoveren.

### Bewogen jaren in League One

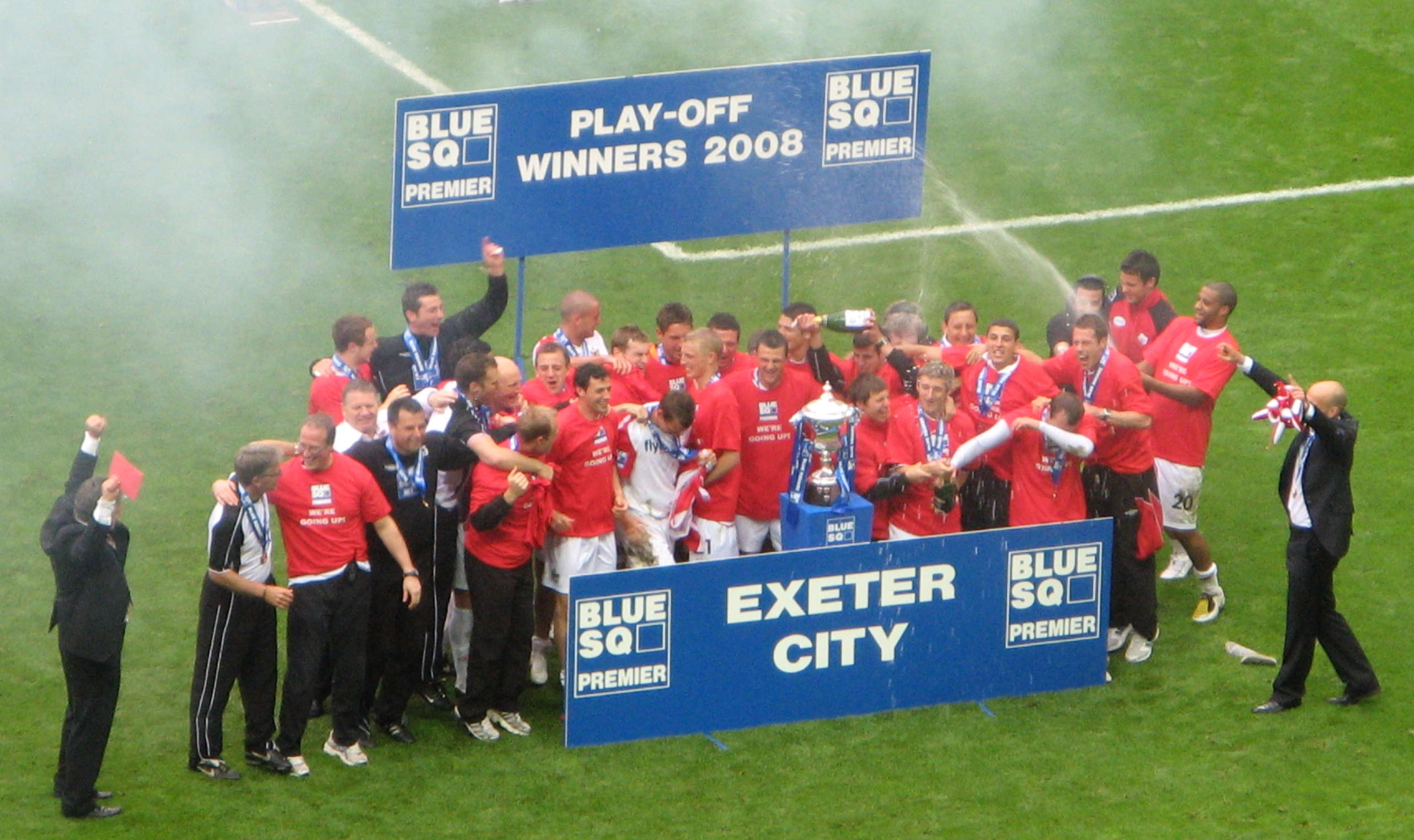
Exeter City viert de promotie in 2008.

Seizoen 2009/10 was Exeters 45e seizoen op het derde niveau in het Engels voetbal. Exeter is de club die de meeste seizoenen op het derde niveau heeft gespeeld en nooit in de bovenste twee.
Exeter City heeft zich op zaterdag 8 mei 2010, voor het eerst in 16 jaar gehandhaafd in de League One. Ze wonnen thuis met 2-1 van Huddersfield Town FC. Bij rust stond het 1-1 en omdat Tranmere Rovers FC op voorsprong stond tegen Stockport County FC, dat al gedegradeerd was naar de League Two, zou Exeter op dat moment degraderen. Toch scoorde Exeter (Ryan Harley in de 82e minuut) en werd handhaving veilig gesteld waardoor Gillingham FC is gedegradeerd naar de League Two.
Op 10 augustus 2010 stierf aanvaller Adam Stansfield op 31-jarige leeftijd aan kanker. De eerstvolgende wedstrijd (tegen Dagenham & Redbridge FC werd uitgesteld als uiting van respect aan Stansfield. Exeter City kwam deze klap te boven en eindigde als 8e dat seizoen, net een punt te weinig voor een plaats in de playoffs.
De verwachtingen na dit seizoen waren hoog voor het seizoen 2011/12, maar met name de resultaten in uitwedstrijden (van de 23 uitwedstrijden werden er maar 2 gewonnen) zorgden ervoor dat de club op 28 april 2012 degradeerde naar League Two door een 4-1 verlies in en tegen Carlisle United FC.

### Wisselend succes in League Two
Het seizoen 2012/13 was een marginaal seizoen. Exeter zette wel een nieuw clubrecord neer, in geen enkel anders seizoen werden zoveel uitoverwinningen behaald, 11 van de 23 wedstrijden ging de club terug naar Exeter met 3 punten. Helaas werden thuis veel minder overwinningen gehaald en punten gepakt, waardoor de club op een teleurstellende 10e plaats eindigde in de rangschikking.
Door de geringe amusementswaarde van de wedstrijden bleven fans weg, kwam er weinig geld binnen en vertrokken de beste spelers.
Met een uitgeklede selectie volgde een seizoen om snel te vergeten. Beide deelnames aan de bekertoernooien waren al na de eerste ronde ten einde en in League Two eindigde de club kleurloos als 16e.
Het seizoen 2014/15 was een beter seizoen voor de club. Waar de club nog wel uit de FA Cup geknikkerd werd door Warrington Town FC, een amateurclub, eindigden The Grecians als 10e, waarbij deelname aan de play-offs pas enkele speelronden op het eind kon worden vergeten.
City eindigde als 14e in het seizoen 2015/16, waarbij het thuis wel Liverpool FC op een gelijkspel hield in de FA Cup, waardoor een replay op Anfield noodzakelijk was (deze werd verloren).
Het seizoen 2016/17 begon dramatisch en in november stond de club troosteloos onderaan de ranglijst en de roep om het ontslag van Tisdale was luider dan ooit tevoren. Maar uiteindelijk vielen de puzzelstukjes in elkaar en de club zette met attractief voetbal, de weg naar boven in, eindigde als 5e en mocht meedoen aan de play-offs. Uiteindelijk werd zelfs de finale op Wembley bereikt, maar juist in die wedstrijd gaf de club niet thuis en werd er verloren van Blackpool FC, die daarmee promoveerden.
Het seizoen 2017/18 begon de club met de ambitie om directe promotie te halen. Met een goede start, ongeslagen na 5 wedstrijden, had de club een goede start. Helaas zakte de club weg op de ranglijst. Uiteindelijk werd weer de finale op Wembley bereikt, maar hierin was Coventry City de sterkste.
Op 1 juni 2018, deelde de club mee dat na 12 jaar als manager, Paul Tisdale besloten had om geen nieuw contract te tekenen (hij stapte over naar Milton Keynes Dons FC). Voormalig aanvoerder Matt Taylor werd aangesteld als manager. Ook hij kende een goede start van het seizoen, maar uiteindelijk zakte ook onder Taylor de ploeg weg op de ranglijst. Op de laatste speeldag zou winst genoeg zijn geweest om een play-off plek te verzilveren, echter bleef het bij 0-0, waardoor City als 9e het seizoen beëindigde.
In het seizoen 2021/22 werd er dan eindelijk weer gepromoveerd. Waar de club op de laatste speeldag de beste papieren had om kampioen te worden, moest ze dit toch laten aan Forest Green Rovers FC, maar een tweede plaats was genoeg voor promotie naar League One.

## Trofeeën
- Kampioen Fourth Division 1989/90
- Promotie naar Third Division 1963/64, 1976/77, 1989/90
- Division 3 (South) Cup winnaar 1933/34
- FA Cup kwartfinalist 1930/31, 1980/81
- Autoglass Trophy Area Finalist 1992/93
- Conference National promovendus 2007/08

## Exeter in de FA Cup
| Ronde              | Jaartallen |
| ------------------ | --- |
| tweede kwal. ronde | 1922, 1923 |
| eerste kwal. ronde | 1910, 1920, 2004, 2006 |
| eerste ronde       | 1911, 1915, 1921, 1925, 1926, 1930, 1934, 1936, 1939, 1947, 1948, 1953, 1954, 1955, 1957, 1958, 1959, 1961, 1962, 1963, 1966, 1967, 1971, 1973, 1974, 1975, 1976, 1977, 1980, 1982, 1983, 1984, 1985, 1987, 1988, 1989, 1991, 1996, 1998, 2000, 2007, 2009 |
| tweede ronde       | 1909, 1914, 1924, 1930, 1935, 1938, 1946, 1952, 1964, 1965, 1968, 1970, 1972, 1979, 1993, 1995, 1997, 1999, 2001, 2008, 2010 |
| derde ronde        | 1927, 1929, 1932, 1949, 1956, 1960, 1969, 1978, 1986, 1990, 1992, 1994, 2003, 2005 |
| vierde ronde       | 1928, 1950, 1951 |
| vijfde ronde       | 1937 |
| zesde ronde        | 1931, 1981 |

### Uitgeschakeld door non-leagueteams
- 1934/35 Yeovil & Petters United – Exeter City 4-1
- 1953/54 Hereford United – Exeter City 2-0
- 1957/58 Bath City – Exeter City 2-1
- 1961/62 Dartford Town – Exeter City 2-1
- 1962/62 Gravesend & Northfleet – Exeter City 3-2
- 1956/66 Exeter City – Bedford Town 1-2
- 1972/73 Walton & Hersham – Exeter City 2-1
- 1973/74 Exeter City – Alvechurch 0-1
- 1978/79 Maidstone United – Exeter City 1-0
- 1982/83 Maidstone United – Exeter City 2-1
- 1984/85 Enfield – Exeter City 3-0
- 1988/89 Bognor Regis Town – Exeter City 2-1
- 2001/02 Dagenham & Redbridge – Exeter City 3-0
- 2014/15 Warrington Town FC - Exeter City 1-0

### Replay tegen Premier League-teams
- 2015/16 Liverpool FC - Exeter City 2-2 (3-0 in de return)

## Supporters en rivalen

### Bekende fans
Bekende fans zijn onder meer Coldplay-frontman Chris Martin, Adrian Edmondson, Mark Nicol, tv-presentator Noel Edmonds, zwemmer Liam Tancock en The Hoosiers-drummer Alan Sharland. Zangeres Joss Stone is lid van 'The Exeter Supporters Trust'.

### Rivalen
De grootste rivaal is van oorsprong Plymouth Argyle FC. Aangezien beide clubs niet altijd op hetzelfde niveau uitkwamen heeft zich er ook een rivaliteit ontwikkeld met Torquay United FC. Toch is Plymouth nog altijd de grote rivaal. De onderlinge wedstrijden met deze club worden ook wel de West Country derby genoemd.

## Selectie2019/20
| Nr.                                                                 | Nat.               | Naam             | Competitie | Competitie | FA Cup  | FA Cup  | EFL Cup | EFL Cup | Overig  | Overig  | Totaal  | Totaal  | Contract tot | Vorige club            | Datum debuut     | Wedstrijddebuut                            |         |         |         |
| Nr.                                                                 | Nat.               | Naam             | W          |            | W       |         | W       |         | W       |         | W       |         | Contract tot | Vorige club            | Datum debuut     | Wedstrijddebuut                            |         |         |         |
| Keepers                                                             | Keepers            | Keepers          | Keepers    | Keepers    | Keepers | Keepers | Keepers | Keepers | Keepers | Keepers | Keepers | Keepers | Keepers      | Keepers                | Keepers          | Keepers                                    | Keepers | Keepers | Keepers |
| ------------------------------------------------------------------- | ------------------ | ---------------- | ---------- | ---------- | ------- | ------- | ------- | ------- | ------- | ------- | ------- | ------- | ------------ | ---------------------- | ---------------- | ------------------------------------------ | ------- | ------- | ------- |
| 1                                                                   | Vlag van Engeland  | Lewis Ward       | 0          | 0          | 0       | 0       | 0       | 0       | 0       | 0       | 0       | 0       | 2021         | Forest Green Rovers FC | –                | –                                          |         |         |         |
| 23                                                                  | Vlag van Engeland  | Jonny Maxted     | 0          | 0          | 0       | 0       | 0       | 0       | 0       | 0       | 0       | 0       | 2020         | Accrington Stanley FC  | –                | –                                          |         |         |         |
| Verdedigers                                                         |                    |                  |            |            |         |         |         |         |         |         |         |         |              |                        |                  |                                            |         |         |         |
| 2                                                                   | Vlag van Ierland   | Pierce Sweeney   | 112        | 12         | 6       | 0       | 4       | 0       | 10      | 0       | 132     | 12      | 2020         | Reading FC             | 6 augustus 2016  | Blackpool FC–Exeter City FC 2–0            |         |         |         |
| 3                                                                   | Vlag van Engeland  | Craig Woodman    | 240        | 1          | 10      | 0       | 5       | 0       | 12      | 0       | 267     | 1       | 2020         | Brentford FC           | 18 augustus 2012 | Exeter City FC– Morecambe FC 0–3           |         |         |         |
| 5                                                                   | Vlag van Engeland  | Aaron Martin     | 23         | 3          | 0       | 0       | 2       | 0       | 0       | 0       | 25      | 2       | 2020         | Oxford United FC       | 4 augustus 2018  | Exeter City FC– Carlisle United FC 3–1     |         |         |         |
| 15                                                                  | Vlag van Engeland  | Tom Parkes       | 0          | 0          | 0       | 0       | 0       | 0       | 0       | 0       | 0       | 0       | 2020         | Carlisle United FC     | –                | –                                          |         |         |         |
| 16                                                                  | Vlag van Engeland  | Gary Warren      | 0          | 0          | 0       | 0       | 0       | 0       | 0       | 0       | 0       | 0       | 2020         | Yeovil Town FC         | –                | –                                          |         |         |         |
| 21                                                                  | Vlag van Engeland  | Dean Moxey       | 250        | 27         | 11      | 2       | 1       | 1       | 15      | 0       | 277     | 30      | 2020         | Bolton Wanderers FC    | 18 oktober 2003  | Accrington Stanley FC – Exeter City FC 1–2 |         |         |         |
| 28                                                                  | Vlag van Engeland  | Robbie Cundy     | 0          | 0          | 0       | 0       | 0       | 0       | 0       | 0       | 0       | 0       | 2020         | Bristol City FC        | –                | –                                          |         |         |         |
| 34                                                                  | Vlag van Engeland  | Alex Hartridge   | 3          | 0          | 0       | 0       | 0       | 0       | 1       | 0       | 4       | 0       | 2020         | Truro City FC          | 28 november 2017 | Exeter City FC–Chelsea FC-U21 1–3          |         |         |         |
| 37                                                                  | Vlag van Engeland  | Jordan Dyer      | 0          | 0          | 0       | 0       | 0       | 0       | 0       | 0       | 0       | 0       | 2020         | Tiverton Town FC       | –                | –                                          |         |         |         |
| –                                                                   | Vlag van Engeland  | Noah Smerdon     | 0          | 0          | 0       | 0       | 0       | 0       | 0       | 0       | 0       | 0       | 2020         | Gloucester City FC     | –                | –                                          |         |         |         |
| Middenvelders                                                       |                    |                  |            |            |         |         |         |         |         |         |         |         |              |                        |                  |                                            |         |         |         |
| 4                                                                   | Vlag van Frankrijk | Nigel Atangana   | 0          | 0          | 0       | 0       | 0       | 0       | 0       | 0       | 0       | 0       | 2021         | Cheltenham Town FC     | –                | –                                          |         |         |         |
| 6                                                                   | Vlag van Engeland  | Jordan Tillson   | 108        | 2          | 6       | 2       | 7       | 0       | 8       | 0       | 129     | 4       | 2020         | Cheltenham Town FC     | 3 mei 2014       | Hartlepool United FC–Exeter City FC 0–2    |         |         |         |
| 7                                                                   | Vlag van Engeland  | Lee Martin       | 35         | 1          | 0       | 0       | 2       | 0       | 3       | 0       | 40      | 1       | 2020         | Gillingham FC          | 4 augustus 2018  | Exeter City FC– Carlisle United FC 3–1     |         |         |         |
| 8                                                                   | Vlag van Engeland  | Nicky Law        | 43         | 10         | 1       | 0       | 0       | 0       | 0       | 0       | 44      | 10      | 2020         | Bradford City AFC      | 4 augustus 2018  | Exeter City FC– Carlisle United FC 3–1     |         |         |         |
| 10                                                                  | Vlag van Engeland  | Lee Holmes       | 122        | 12         | 6       | 1       | 3       | 1       | 6       | 0       | 137     | 14      | 2020         | Portsmouth FC          | 17 maart 2015    | Exeter City FC– Stevenage FC 0–0           |         |         |         |
| 11                                                                  | Vlag van Engeland  | Randell Williams | 10         | 0          | 0       | 0       | 0       | 0       | 0       | 0       | 10      | 0       | 2020         | Wycombe Wanderers FC   | 19 januari 2019  | Newport County AFC– Exeter City FC 1–0     |         |         |         |
| 22                                                                  | Vlag van Engeland  | Jack Sparkes     | 3          | 0          | 0       | 0       | 2       | 0       | 6       | 1       | 11      | 1       | 2020         | Salisbury FC           | 13 november 2018 | Swindon Town FC – Exeter City FC 1–1       |         |         |         |
| 25                                                                  | Vlag van Wales     | Jake Taylor      | 149        | 19         | 6       | 0       | 5       | 1       | 10      | 0       | 170     | 20      | 2020         | Motherwell FC          | 30 januari 2016  | Hartlepool United FC– Exeter City FC 0–2   |         |         |         |
| 26                                                                  | Vlag van Engeland  | Joel Randall     | 0          | 0          | 0       | 0       | 0       | 0       | 2       | 1       | 2       | 1       | 2020         | Tiverton Town FC       | 28 november 2017 | Exeter City FC–Chelsea FC-U21 1–3          |         |         |         |
| 27                                                                  | Vlag van Engeland  | Archie Collins   | 26         | 1          | 1       | 0       | 2       | 0       | 5       | 0       | 34      | 1       | 2020         | Dorchester Town FC     | 28 november 2017 | Exeter City FC–Chelsea FC-U21 1–3          |         |         |         |
| 29                                                                  | Vlag van Engeland  | Harry Kite       | 0          | 0          | 0       | 0       | 0       | 0       | 2       | 0       | 2       | 0       | 2020         | Dorchester Town FC     | 29 augustus 2017 | Exeter City FC–Yeovil Town FC-U21 1–3      |         |         |         |
| 30                                                                  | Vlag van Engeland  | Joshua Key       | 0          | 0          | 0       | 0       | 0       | 0       | 1       | 0       | 1       | 0       | 2020         | Tiverton Town FC       | 12 augustus 2017 | Exeter City FC–Bristol Rovers FC 2–0       |         |         |         |
| 36                                                                  | Vlag van Engeland  | James Dodd       | 0          | 0          | 0       | 0       | 0       | 0       | 1       | 0       | 1       | 0       | 2019         | Jeugd                  | 13 november 2018 | Exeter City FC–West Ham United FC-U21 2–0  |         |         |         |
| 41                                                                  | Vlag van Engeland  | Will Dean        | 0          | 0          | 0       | 0       | 0       | 0       | 4       | 0       | 4       | 0       | 2020         | Jeugd                  | 28 november 2017 | Exeter City FC–Chelsea FC-U21 1–3          |         |         |         |
| Aanvallers                                                          |                    |                  |            |            |         |         |         |         |         |         |         |         |              |                        |                  |                                            |         |         |         |
| 12                                                                  | Vlag van Engeland  | Ryan Bowman      | 18         | 5          | 0       | 0       | 0       | 0       | 0       | 0       | 18      | 5       | 2020         | Motherwell FC          | 12 januari 2019  | Exeter City FC–Morecambe FC 0–0            |         |         |         |
| 14                                                                  | Vlag van Engeland  | Nicky Ajose      | 0          | 0          | 0       | 0       | 0       | 0       | 0       | 0       | 0       | 0       | –            | Charlton Athletic FC   | –                | –                                          |         |         |         |
| 17                                                                  | Vlag van Engeland  | Matt Jay         | 42         | 5          | 1       | 0       | 3       | 0       | 13      | 1       | 59      | 6       | 2020         | Truro City FC          | 3 september 2013 | Exeter City FC– Wycombe Wanderers FC 0–2   |         |         |         |
| 18                                                                  | Vlag van Engeland  | Alex Fisher      | 0          | 0          | 0       | 0       | 0       | 0       | 0       | 0       | 0       | 0       | 2020         | Yeovil Town FC         | –                | –                                          |         |         |         |
| 35                                                                  | Vlag van Engeland  | Ben Seymour      | 0          | 0          | 0       | 0       | 0       | 0       | 0       | 0       | 0       | 0       | 2020         | Dorchester Town FC     | –                |                                            |         |         |         |
| Nr.                                                                 | Nat.               | Naam             | W          |            | W       |         | W       |         | W       |         | W       |         | Contract     | Vorige club            | Datum debuut     | Wedstrijddebuut                            |         |         |         |
| Nr.                                                                 | Nat.               | Naam             | Competitie | Competitie | FA Cup  | FA Cup  | EFL Cup | EFL Cup | Overig  | Overig  | Totaal  | Totaal  | Contract     | Vorige club            | Datum debuut     | Wedstrijddebuut                            |         |         |         |
| * Tabel voor het laatst bijgewerkt voor aanvang van seizoen 2019/20 |                    |                  |            |            |         |         |         |         |         |         |         |         |              |                        |                  |                                            |         |         |         |

### Legenda
| # | Reden                                          |
| - | ---------------------------------------------- |
|   | Heeft de club in het lopende seizoen verlaten. |
|   | Heeft de club op huurbasis verlaten.           |

## Bekende (oud-)spelers
- Ethan Ampadu
- Kwame Ampadu
- Alan Banks
- Cliff Bastin
- John Benson
- Fred Binney
- Nobby Clarke
- Dermot Curtis
- George Friend
- Elliott Frear
- Harry Gee
- Jimmy Giles
- Matt Grimes
- Peter Hatch
- Arjan van Heusden
- Tony Kellow
- Jamie Mackie
- Arnold Mitchell
- Dean Moxey
- David Pleat
- Dick Pym
- Graham Rees
- Darran Rowbotham
- Danny Seaborne
- Maurice Setters
- Lee Sharpe
- Adam Stansfield
- Marcus Stewart
- Ollie Watkins
- Fred Whitlow
- Yanic Wildschut

## Eindklasseringen vanaf 1920/21
- 1921 19e
Third Division North / South
- 1922 21e
Third Division North / South
- 1923 20e
Third Division North / South
- 1924 16e
Third Division North / South
- 1925 7e
Third Division North / South
- 1926 20e
Third Division North / South
- 1927 12e
Third Division North / South
- 1928 8e
Third Division North / South
- 1929 21e
Third Division North / South
- 1930 16e
Third Division North / South
- 1931 13e
Third Division North / South
- 1932 7e
Third Division North / South
- 1933 2e
Third Division North / South
- 1934 9e
Third Division North / South
- 1935 11e
Third Division North / South
- 1936 22e
Third Division North / South
- 1937 21e
Third Division North / South
- 1938 17e
Third Division North / South
- 1939 14e
Third Division North / South
- 1940
- 1941
- 1942
- 1943
- 1944
- 1945
- 1946
- 1947 15e
Third Division North / South
- 1948 11e
Third Division North / South
- 1949 12e
Third Division North / South
- 1950 16e
Third Division North / South
- 1951 14e
Third Division North / South
- 1952 23e
Third Division North / South
- 1953 17e
Third Division North / South
- 1954 9e
Third Division North / South
- 1955 22e
Third Division North / South
- 1956 16e
Third Division North / South
- 1957 21e
Third Division North / South
- 1958 24e
Third Division North / South
- 1959 5e
Fourth Division
- 1960 9e
Fourth Division
- 1961 21e
Fourth Division
- 1962 18e
Fourth Division
- 1963 17e
Fourth Division
- 1964 4e
Fourth Division
- 1965 17e
Third Division
- 1966 22e
Third Division
- 1967 14e
Fourth Division
- 1968 20e
Fourth Division
- 1969 17e
Fourth Division
- 1970 18e
Fourth Division
- 1971 9e
Fourth Division
- 1972 15e
Fourth Division
- 1973 8e
Fourth Division
- 1974 10e
Fourth Division
- 1975 9e
Fourth Division
- 1976 7e
Fourth Division
- 1977 2e
Fourth Division
- 1978 17e
Third Division
- 1979 8e
Third Division
- 1980 8e
Third Division
- 1981 11e
Third Division
- 1982 18e
Third Division
- 1983 19e
Third Division
- 1984 24e
Third Division
- 1985 18e
Fourth Division
- 1986 21e
Fourth Division
- 1987 14e
Fourth Division
- 1988 22e
Fourth Division
- 1989 13e
Fourth Division
- 1990 1e
Fourth Division
- 1991 16e
Third Division
- 1992 20e
Third Division
- 1993 19e
Second Division
- 1994 22e
Second Division
- 1995 22e
Third Division
- 1996 14e
Third Division
- 1997 22e
Third Division
- 1998 15e
Third Division
- 1999 12e
Third Division
- 2000 21e
Third Division
- 2001 19e
Third Division
- 2002 16e
Third Division
- 2003 23e
Third Division
- 2004 6e
Football Conference
- 2005 6e
Conference National
- 2006 7e
Conference National
- 2007 5e
Conference National
- 2008 4e
Conference Premier
- 2009 2e
League Two
- 2010 18e
League One
- 2011 8e
League One
- 2012 23e
League One
- 2013 10e
League Two
- 2014 16e
League Two
- 2015 10e
League Two
- 2016 14e
League Two
- 2017 5e
League Two
- 2018 4e
League Two
- 2019 9e
League Two
- 2020 5e
League Two
- 2021 9e
League Two
- 2022 2e
League Two
- 2023 14e
League One
- 2024 13e
League One
- 2025 16e
League One

- Second Division
- Third Division
- Fourth Division
- League One
- League Two
- National League

ⓘ In 1992 invoering van de Premier League en opheffing van de Fourth Division; in 2004 opheffing van de First, Second en Third Division.
Barnsley ·
Blackpool ·
Bolton Wanderers ·
Bradford City ·
Burton Albion ·
Cardiff City ·
Doncaster Rovers ·
Exeter City ·
Huddersfield Town ·
Leyton Orient ·
Lincoln City ·
Luton Town ·
Mansfield Town ·
Northampton Town ·
Peterborough United ·
Plymouth Argyle ·
Port Vale ·
Reading ·
Rotherham United ·
Stevenage ·
Stockport County ·
Wigan Athletic ·
Wimbledon ·
Wycombe Wanderers